# Bruce Kirby (Segler)
Bruce Robert William Kirby CM (* 2. Februar 1929 in Ottawa, Kanada; † 18. Juli 2021 in Norwalk (Connecticut), USA) war ein kanadischer Regattasegler, Journalist und Bootskonstrukteur.

## Leben

### Seglerischer Werdegang
Bruce Kirby Segelkarriere begann mit 15 Jahren in der International-14-Klasse, einer Konstruktionsklasse mit relativ wenigen Regeln. Kirby entwarf mehrere International 14er und wurde Weltmeister in den Jahren 1958 und 1960.
Als Segler vertrat Kirby Kanada bei den Olympischen Spielen 1956 und 1964 jeweils in der Bootsklasse Finn Dinghy und erreichte die Plätze 8 und 11. Bei seiner dritten Olympiateilnahme in Mexiko-Stadt 1968 segelte Kirby zusammen mit seinem Landsmann Oswald Blouin in dem Starboot auf den 15. Platz.

### Beruflicher Werdegang
Bruce Kirby begann sein Berufsleben ab Mitte der 1960er Jahre als Zeitungsjournalist. Er war als Redakteur der Yachtmagazine "One-Design", "Offshore Yachtsman" und später als Herausgeber bei Yacht Racing (heute: Sailing World) tätig. In seiner Freizeit beschäftigte er sich mit Yachtdesign. Nach 1975 setzte seine Designarbeit in seiner amerikanischen Firma Bruce Kirby Marine fort.
Es war jedoch die Einhand-Segeljolle Laser (heute: ILCA), die Kirby – angeblich beim Telefonieren als Gekritzel – entworfen hatte und die es ihm ermöglichte, den finanziellen Wechsel zu einem Vollzeityachtkonstrukteur zu schaffen. Sein Wissen als Yachtdesigner eignete er sich im Selbststudium an.

„Ich hatte eine Kopie von 'Skenes Elements of Yacht Design'. Wenn Sie 50 Prozent von dem, was in diesem Buch steht, verstehen können, können Sie ein Boot entwerfen. Design ist keine Gehirnoperation. Wir sollten immer so tun, als ob es so wäre, aber das ist es wirklich nicht.“

Den Laser brachte Kirby in Zusammenarbeit mit seinem Landsmann Ian Bruce auf den Markt, der sich um die Produktion einer der beliebtesten Einheitsklassen kümmerte, von denen bis heute über 250.000 Exemplare gebaut wurden. Die mittlerweile über 50 Jahre alte Bootsklasse wurde im Januar 1971 auf der New York Boat Show vorgestellt und man verkaufte dort sofort 144 Boote vom Stand weg. Kirby hat mit seinem Laser-Entwurf die Segelwelt beeinflusst hat wie nur wenige andere Yachtkonstrukteure, nur noch vergleichbar mit dem Windsurfen oder dem Hobie Cat. Nach einem Urheberrechtsstreit mit dem in Europa ansässigen Hersteller der Klasse wurde der Laser in ILCA (International Laser Class Association) umbenannt.
Ab den 1970er Jahren entwarf Kirby auch zwei America’s-Cup-Yachten, die 12mR-Yachten, Canada One und Canada II. Canada One nahm am Louis Vuitton Cup im Jahr 1983 teil und belegte den vierten Platz. Die Yacht wurde später umgebaut und startete als Canada II im 1987er Louis Vuitton Cup.
Weiterhin entwarf er die Yachten Apollo, Sonar, Blazer 23, Kirby 25 und Kirby 30, Ideal 18, sowie den Pixel, einen Zweihand-Trainer, der den Blue Jay auf dem Long Island Sound ersetzte. Die San Juan 24 war mit über tausend gebauten Exemplaren seit ihrem Debüt äußerst erfolgreich. Die Yacht wurde für das IOR-Rating entwickelt und war die Grundlage für viele von Kirbys späteren Offshore-Entwürfen. Kirby war auch sowohl als Designer als auch als Skipper auf der Runaway aktiv, einer von drei Yachten in Kanadas Admiral's-Cup-Kampagne im Jahr 1981.

## Ehrungen
- 2012 Aufnahme in die kanadische National Sailing Hall of Fame
- 2017 Mitglied des Order of Canada